# Mpanga (Tanzania)
Mpanga è una circoscrizione rurale (rural ward) della Tanzania situata nel distretto di Mufindi, regione di Iringa. Conta una popolazione di 727 000 abitanti (censimento 2012).